# Баличи (Львовская область)
Ба́личи (укр. Баличі, пол. Balice) — село в Шегининской сельской общине Яворовского района Львовской области Украины.
Население по переписи 2001 года составляло 987 человек. Занимает площадь 20,831 км². Почтовый индекс — 81325. Телефонный код — 3234.